# Liste der Bodendenkmale in Neutrebbin
In der Liste der Bodendenkmale in Neutrebbin sind alle Bodendenkmale der brandenburgischen Gemeinde Neutrebbin und ihrer Ortsteile aufgelistet. Grundlage ist die Veröffentlichung der Landesdenkmalliste mit dem Stand vom 31. Dezember 2020.
Die Baudenkmale sind in der Liste der Baudenkmale in Neutrebbin aufgeführt.

## Bodendenkmale
| Gemarkung                   | Flur          | Kurzansprache                                                                                            | Bodendenkmalnummer | Bemerkung | Bild |
| --------------------------- | ------------- | --- | ------------------ | --------- | ---- |
| Altbarnim (Lage)            | 1             | Gräberfeld Bronzezeit, Gräberfeld Eisenzeit                                                              | 60162              |           |      |
| Altbarnim (Lage)            | 1             | Gräberfeld römische Kaiserzeit                                                                           | 60163              |           |      |
| Altbarnim (Lage)            | 1             | Siedlung Eisenzeit, Siedlung Bronzezeit                                                                  | 60164              |           |      |
| Altbarnim (Lage)            | 2             | Siedlung Eisenzeit, Siedlung Bronzezeit                                                                  | 60165              |           |      |
| Altbarnim (Lage)            | 1             | Dorfkern Neuzeit, Siedlung slawisches Mittelalter, Dorfkern deutsches Mittelalter                        | 60166              |           |      |
| Altbarnim (Lage)            | 1             | Siedlung römische Kaiserzeit, Siedlung Eisenzeit                                                         | 60167              |           |      |
| Altbarnim (Lage)            | 1             | Einzelfund deutsches Mittelalter, Siedlung Urgeschichte                                                  | 60168              |           |      |
| Altbarnim (Lage)            | 1             | Siedlung Eisenzeit                                                                                       | 60169              |           |      |
| Altbarnim (Lage)            | 1             | Siedlung Eisenzeit                                                                                       | 60170              |           |      |
| Altbarnim (Lage)            | 1             | Einzelfund deutsches Mittelalter, Siedlung Eisenzeit                                                     | 60171              |           |      |
| Altbarnim (Lage)            | 2             | Siedlung Urgeschichte                                                                                    | 60172              |           |      |
| Altbarnim (Lage)            | 2             | Siedlung Bronzezeit, Siedlung Eisenzeit                                                                  | 60173              |           |      |
| Altbarnim (Lage)            | 2             | Siedlung Eisenzeit, Siedlung Steinzeit, Siedlung Bronzezeit                                              | 60174              |           |      |
| Altbarnim (Lage)            | 2             | Dorfkern Neuzeit, Siedlung slawisches Mittelalter, Dorfkern deutsches Mittelalter, Siedlung Urgeschichte | 60175              |           |      |
| Alttrebbin (Lage)           | 2             | Gräberfeld Eisenzeit                                                                                     | 60017              |           |      |
| Alttrebbin (Lage)           | 2             | Gräberfeld Eisenzeit                                                                                     | 60018              |           |      |
| Alttrebbin (Lage)           | 2             | Siedlung Eisenzeit                                                                                       | 60019              |           |      |
| Alttrebbin (Lage)           | 2             | Dorfkern deutsches Mittelalter, Dorfkern Neuzeit                                                         | 60020              |           |      |
| Alttrebbin (Lage)           | 1             | Siedlung Neolithikum                                                                                     | 60873              |           |      |
| Metzdorf, Neutrebbin (Lage) | 2, 2, 4       | Siedlung slawisches Mittelalter                                                                          | 60417              |           |      |
| Neutrebbin (Lage)           | 4             | Burgwall slawisches Mittelalter                                                                          | 60416              |           |      |
| Altlewin (Lage)             | 2, 3          | Siedlung Bronzezeit, Siedlung slawisches Mittelalter                                                     | 60021              |           |      |
| Altlewin (Lage)             | 2, 3          | Dorfkern deutsches Mittelalter, Dorfkern Neuzeit                                                         | 60022              |           |      |
| Altlewin (Lage)             | 1             | Siedlung Urgeschichte                                                                                    | 60023              |           |      |
| Altlewin, Neulewin (Lage)   | 101, 101      | Siedlung Urgeschichte                                                                                    | 60024              |           |      |
| Altlewin, Neulewin (Lage)   | 101, 101      | Siedlung Eisenzeit                                                                                       | 60938              |           |      |
| Altlewin, Neulewin (Lage)   | 101, 101, 105 | Siedlung Urgeschichte                                                                                    | 60122              |           |      |
| Wuschewier (Lage)           | 2             | Siedlung Neuzeit                                                                                         | 60551              |           |      |